# فيثنتي أسينسي
فيثنتي أسينسي (بالإسبانية: Vicente Asensi)‏ (مواليد 28 يناير 1919) هو لاعب كرة قدم. يلعب مع منتخب إسبانيا لكرة القدم. سبق له أن لعب في كأس العالم لكرة القدم مع منتخب بلاده.

## روابط خارجية
- فيثنتي أسينسي على موقع الاتحاد الدولي (مؤرشف)  (الإنجليزية)
- فيثنتي أسينسي على موقع قاعدة بيانات كرة القدم.إي يو (الإنجليزية)
- فيثنتي أسينسي على موقع ناشيونال فوتبول تيمز (الإنجليزية)
- فيثنتي أسينسي على موقع Soccerway.com (الإنجليزية)
- فيثنتي أسينسي على موقع عالم كرة القدم.نت (الإنجليزية)